# Ponferrada
Ponferrada (kiejtése [pomfeˈraða]) város Spanyolországban, León tartományban.

## Nevének eredete
A római eredetű város a 11. században épült zarándokhídról kapta a nevét, amely vassal megerődített hidat (pons ferrada) jelent. (spanyolul "vashíd").

## Fekvése
Az ország északnyugati részén, a Sil folyó partján, Bembibrétől 13 km-re, 543 m-re a tengerszint felett.

## Története
A település első lakói rómaiak voltak, akik borászattal foglalkoztak. A Római Birodalom korában fontos bányászati központ volt. Számos római bányatelek még látható Ponferradában, azokat az UNESCO a világörökség részének nevezte ki 1997-ben. A 20. században szénbányákat nyitottak a városban és a környező településeken. 1949-ben itt nyitották meg Spanyolország első széntüzelésű erőművét. 1980-ban bezárták a bányákat. A lakosság újra elkezdett foglalkozni a borászattal.

## Látnivalói
- Basilica de la Virgen de la Enclina, reneszánsz stílusú templom
- Római kori bányatelkek
- El Bierzo Múzeum
- Romanikus stílusú templom
- A 12. században épült, romos vár (Castillo de Templarios), a templomos lovagok egykori székhelye. a zarándokok védelmére épült vár a középkorban az északnyugati országrész legnagyobb erődje volt.
- Tölgyes Szűz Mária-templom (Iglesia de Santa Maria de la Encina), gótikus; 17. századi retablóval és Gregori Fernández Magdolna-szobrával.
- A királynői menhely (a 15. századtól fogadja a zarándokokat)
- Szent Tamás-templom (Iglesia de Santo Tomás de las Ollas), 10. századi mozarab alkotás, nyugati gót stílusjegyekkel. (A város falusias északi külvárosában található.)
- Városháza (Ayunatmiento) - barokk; a főtéren áll, közelében középkori falmaradványok
- Fiestas de La Encina szeptember első hetében. A városnak ilyenkor 14. századi hangulatot adnak.
- Torre de la Rosaleda, 107 méter magas felhőkarcoló, amely 2009-es elkészültekor az egész autonóm közösség legmagasabb épülete lett.

## Oktatás
A város ad otthont a Leóni Egyetemnek (Universidad de León). Magát az épületet a 19. században építették, de egyetem csak 1979-től működik itt.[forrás?]

## Sportélete
2014 szeptemberében a város adott otthont az országútikerékpár-világbajnokságnak.

## Testvérvárosai
- Pachuca de Soto,  Mexikó[3]

## Népesség
A település lakosságának változását az alábbi diagram mutatja:
| Lakosok száma | 63 233 | 65 111 | 66 824 | 68 736 | 68 549 | 67 367 | 65 788 | 64 674 | 63 052 | 62 994 |
|               | 2001   | 2004   | 2007   | 2009   | 2012   | 2014   | 2017   | 2019   | 2022   | 2024   |